# П'яльці

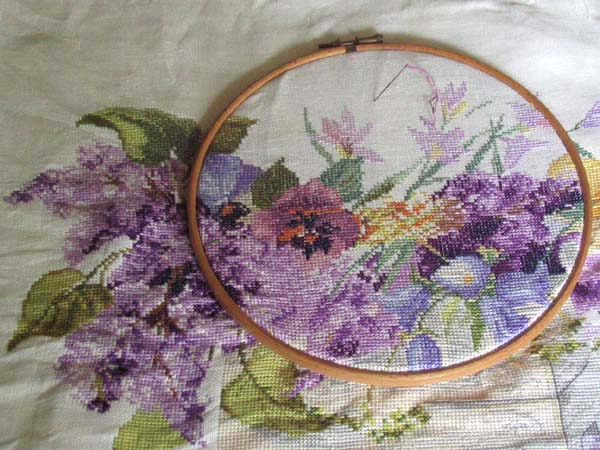
Круглі п'яльці

П'я́льці, п'я́льця — пристосування для вишивання, дерев'яна розсувна рама. Частіше округлої чи еліпсоїдної форми різної величини. Можуть складатися також з чотирьох брусків з утопленими в пазах гачками. Гачки на рамі служать для наколювання тканини, а тому повинні бути з гострими кінчиками й не виступати над брусками рами.
Гачки та бруски рами покриваються хімічно стійким лаком для запобігання іржавіння і забруднення. Після наколювання і натягу тканини на раму її положення фіксується гвинтами-баранцями, що роблять раму стійкою.